# Augustinern 34 (Quedlinburg)

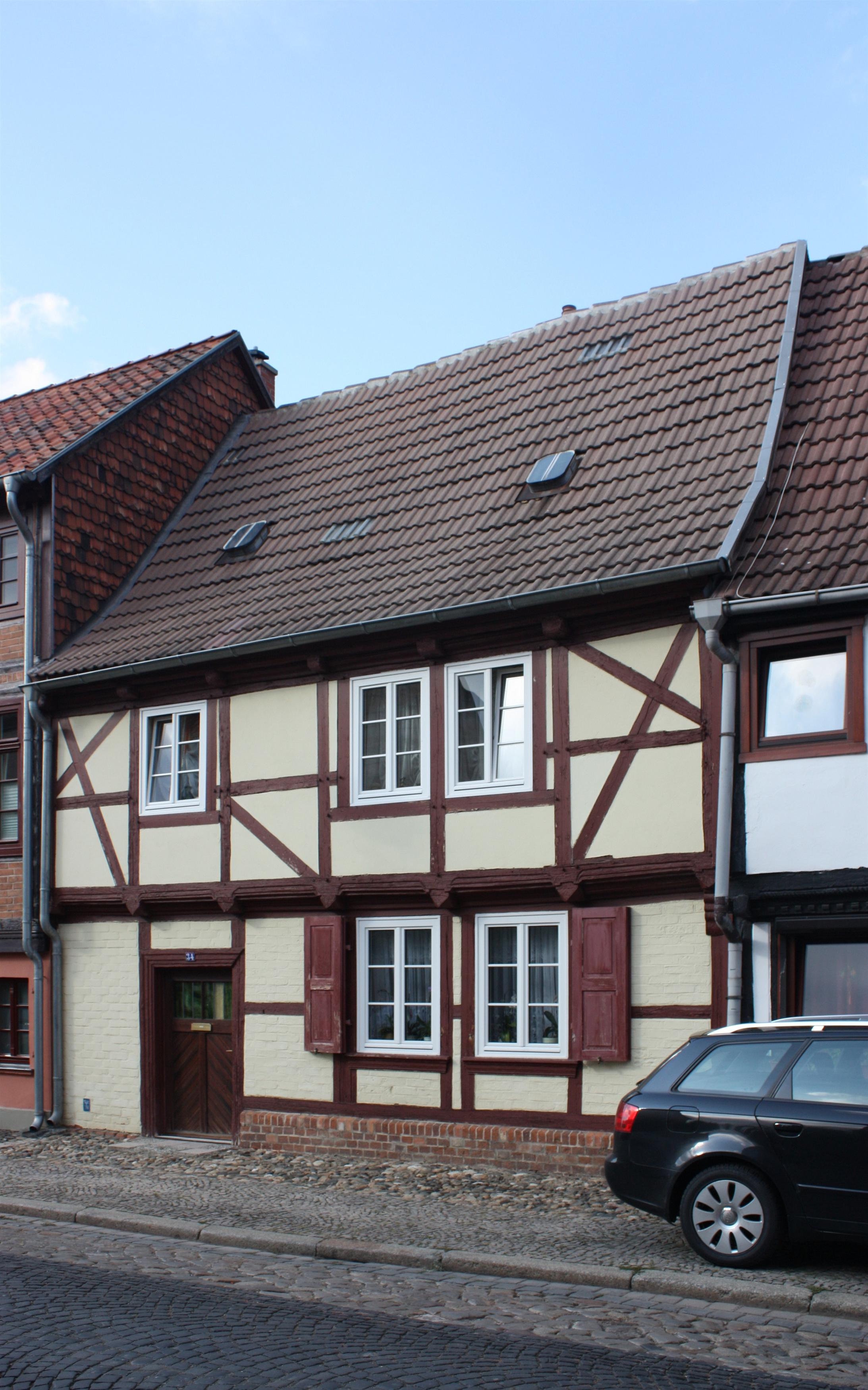
Haus Augustinern 34

Das Haus Augustinern 34 ist ein denkmalgeschütztes Gebäude in der Stadt Quedlinburg in Sachsen-Anhalt.

## Lage
Es befindet sich im nördlichen Teil der historischen Quedlinburger Neustadt und gehört zum UNESCO-Weltkulturerbe. Im Quedlinburger Denkmalverzeichnis ist es als Wohnhaus eingetragen. Östlich grenzt das gleichfalls denkmalgeschützte Haus Augustinern 35 an.

## Architektur und Geschichte
Das Fachwerkhaus entstand in der Zeit um 1680. Die Fachwerkfassade des zweigeschossigen Gebäudes verfügt über eine verzierte Stockschwelle sowie Pyramidenbalkenköpfe und Schiffskehlen. An den Eckständern des Obergeschosses befindet sich die Fachwerkfigur  des Ganzen Manns.